# Opmeer

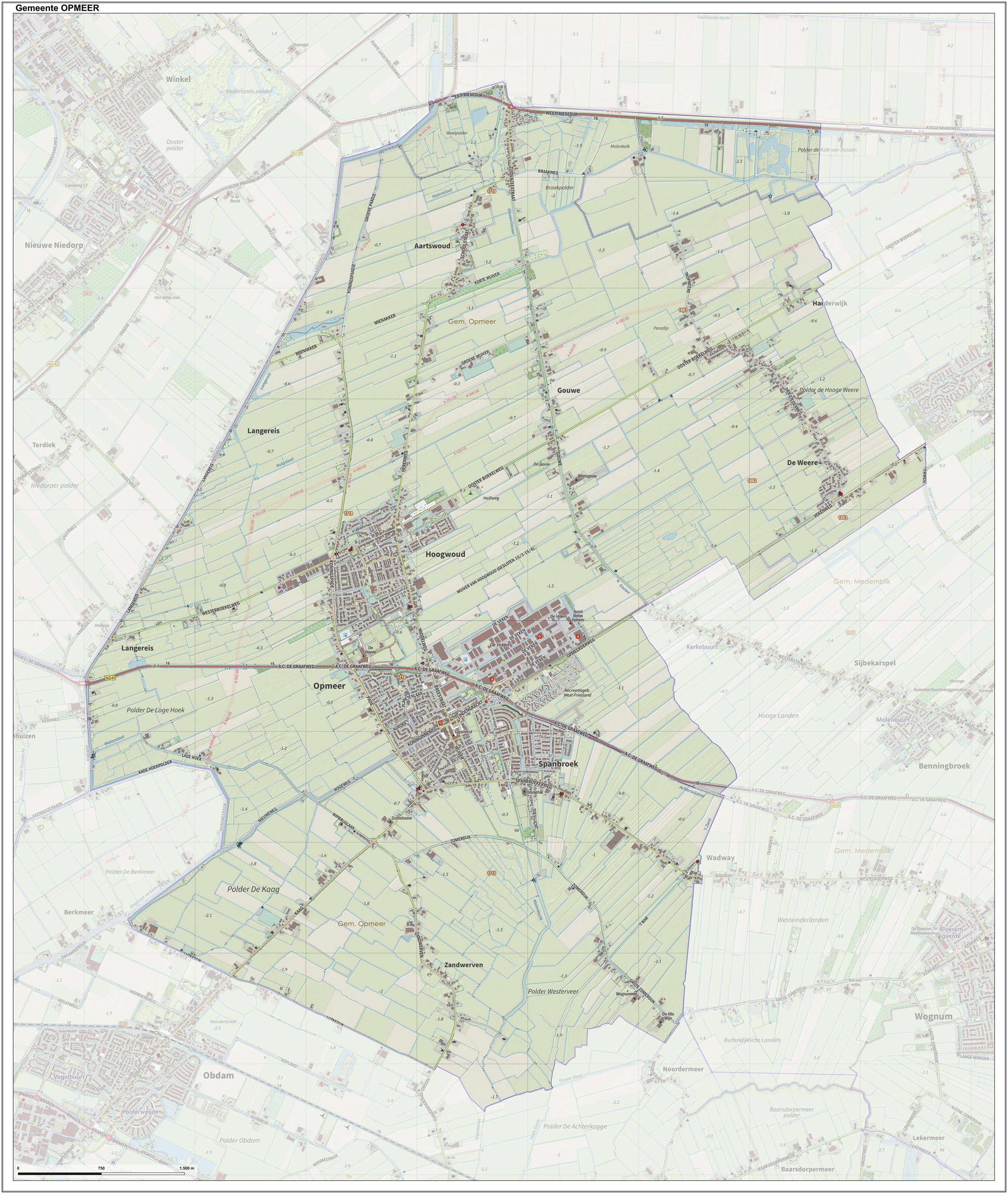
Topografische gemeentekaart van Opmeer, juni 2023

Opmeer (uitspraakⓘ) is een dorp en een gemeente in de regio West-Friesland in de Nederlandse provincie Noord-Holland. De gemeente telt 12.199 inwoners (22 november 2024, bron: CBS) en heeft een oppervlakte van 41,68 km² (waarvan 0,31 km² water).

## Kernen binnen de gemeente Opmeer
De huidige gemeente Opmeer bestaat sinds 1979 en omvat volgende kernen.
- Opmeer
- Hoogwoud, sinds 1979 onderdeel van de gemeente Opmeer
- Aartswoud, sinds 1979 onderdeel van de gemeente Opmeer
- De Weere, sinds 1979 onderdeel van de gemeente Opmeer
- Gouwe, sinds 1979 onderdeel van de gemeente Opmeer
- Spanbroek, sinds 1959 onderdeel van de gemeente Opmeer
- Wadway (gedeeltelijk), sinds 1959 onderdeel van de gemeente Opmeer
- Zandwerven, sinds 1959 onderdeel van de gemeente Opmeer

Buurtschappen:
- Abbekerkeweere, sinds 1979 onderdeel van de gemeente Opmeer
- Harderwijk, sinds 1979 onderdeel van de gemeente Opmeer
- De Kaag, sinds 1959 onderdeel van de gemeente Opmeer
- De Snip, sinds 1979 onderdeel van de gemeente Opmeer
- Lagehoek
- Langereis, sinds 1979 onderdeel van de gemeente Opmeer
- Paradijs, sinds 1979 onderdeel van de gemeente Opmeer
- De Kolk sinds 1979 onderdeel van de gemeente Opmeer

### Opmeer
Opmeer vormt de hoofdkern van de gelijknamige gemeente, deze kern ligt het meest centraal en hier is dan ook het gemeentehuis gevestigd. Opmeer komt sinds 1310 al in beschrijvingen voor als Opmeer. De plaatsnaam verwijst naar het feit dat de plaats boven een meer was gelegen.

### Hoogwoud
De gemeente Hoogwoud werd in 1979 samengevoegd met de gemeente Opmeer. De kern Hoogwoud heeft ongeveer 3.000 inwoners. De plaatsnaam Hoogwoud komt al voor in 1289 als Hoechhoutswouder en in 1396 als Hogherswoude. Lang werd gedacht dat deze naam ter onderscheiding was van een toen nabijgelegen Nederwoude. De oudste naam duidt er echter op dat de plaats gesitueerd was op een wat hoger gelegen woudgebied.

### Spanbroek
Het aantal inwoners in de woonplaats Spanbroek is met 923 personen toegenomen van 3.709 in 2013 tot 4.632 in 2022 (dat is 25%). Spanbroek was tot 1 juli 1959 een zelfstandige gemeente, waartoe ook Zandwerven behoorde. Ook Noord-Spierdijk, Zuidermeer en deel van Spierdijk hebben een tijd van die gemeente deel uitgemaakt. Het dorp was tot het begin van 20e eeuw een typisch agrarische kern, die vanaf de jaren zestig van 20e eeuw uitgebreid werd met nieuwbouwwijken. Aan het eind van die eeuw was de plaats samengesmolten met Opmeer. Aan de buitenranden vindt men nog het oude open karakter, vooral ten zuiden van Spanbroek rond Zandwerven.

### Aartswoud
Aartswoud maakte tot 1979 deel uit van de gemeente Hoogwoud, na het opgaan van deze gemeente in de gemeente Opmeer werd ook Aartswoud onderdeel van deze gemeente. De plaatsnaam komt in 1319 voor als Edaertswoud, de naam zou verwijzen dat dit het woud was van familie of persoon Edaert, een Friese naam. Later werd de naam verbasterd naar onder meer Aertswoud (1450) en Aertzwoude (1573) tot aan de huidige spelling.

### De Weere
De Weere was tot 1979 gelegen in de gemeente Hoogwoud, die toen opging in de gemeente Opmeer. De plaatsnaam De Weere komt al in 1745 voor als zodanig voor. Er is een document waar het De Winckeler Weer wordt genoemd, waarbij Winckeler een familienaam is, mogelijk een bijnaam ter onderscheiding van andere De Weere's. De plaatsnaam is namelijk een veel voorkomende veldnaam-toponiem in West-Friesland. Het toponiem betekent land dat gelegen is tussen twee afwateringssloten waarbij het land een redelijke omvang had. De Weere is een echt lintdorp. Het dorp ligt in de lengte tussen de Oosterboekelweg en Vekenweg. De hoofdstraat heet de Driestedenweg. Sinds de 20e eeuw wordt bij het dorp ook de doodlopende weg Tropweere gerekend, daarvoor werd dat nog als een eigen maar kleine plaats gerekend. Tropweere verwijst overigens naar het feit dat het boven het dorp is gelegen. Onder het dorp wordt ook de buurtschappen Harderwijk en Abbekerkeweere gerekend.

### Wadway
Wadway is gelegen tussen de dorpen Spanbroek en Wognum. De plaats wordt al in de 11e eeuw wordt de plaats genoemd, als Wadwey. In 1310 komt het voor als Watwey. De plaatsnaam is een samenstelling van Wad, wat doorwaadbare plaats betekent en Way, dat weg betekent. De kern van het dorp is behoort tot de gemeente Opmeer. Hoewel het een eigen kern is, wordt het soms toch bij de grote plaatsen onderverdeeld. In die optiek wordt het gedeelte in de gemeente Opmeer bij het dorp Spanbroek gerekend en het gedeelte in de gemeente Medemblik bij het dorp Wognum. Wadway heeft ongeveer 420 inwoners.

### Zandwerven
Zandwerven maakte tot 1959 deel uit van de gemeente Spanbroek en is sinds dat jaar onderdeel van de gemeente Opmeer. Het is bekend dat het gebied rondom Zandwerven in ieder geval al vanaf 2000 jaar v.Chr. door mensen bewoond is. Wel werd uit deze opgravingen, nabij Zandwerven duidelijk dat de bewoners meer dan eens last hadden van het water en hun heil zochten op de hoger gelegen kreekrug.

### Gouwe
Gouwe is vooral agrarisch met in de kern van het dorp ook niet-agrarische bewoning. Gouwe was tot 1979 gelegen in de gemeente Hoogwoud, die toen opging in de gemeente Opmeer. De plaats met ongeveer 220 inwoners (2004) is gelegen tussen de dorpen Aartswoud en Sijbekarspel. De plaatsnaam is afgeleid van het water dat langs de plaats loopt, dat ook de gouwe heet. Gouw of gouwe is een veelvoorkomende waterduiding in West-Friesland. Het water van de Gouwe is met vergelijking tot het land vrij hoog gelegen.

### Buurtschappen
Behalve bovenstaande dorpen maken ook de ondergenoemde buurtschappen deel uit van de gemeente Opmeer.

#### Abbekerkerweere
Abbekerkeweere was tot 1979 gelegen in de gemeente Hoogwoud, die toen opging in de gemeente Opmeer. Het is gelegen in tussen Abbekerk en De Weere. Het is van oorsprong de weg tussen die twee plaatsen, hieraan kwam wat bewoning en ontstond een buurtschap. De plaatsnaam is een samensmelting van de twee genoemde plaatsnamen. De bebouwing van Abbekerkeweere valt formeel onder De Weere, waartoe het tegenwoordig zelf grotendeels binnen de woonkern, de binnenkom valt. Op de grens met Abbekerk is een klein stuk weilandbos gelegen.

#### De Kaag
De Kaag is een polderbuurt in de Kaagpolder in het buitengebied van Spanbroek, tussen Spanbroek en Obdam. Het was dan ook tot 1959 gelegen de gemeente Spanbroek, die toen opging in de gemeente Opmeer.

#### De Snip
De Snip was tot 1979 gelegen in de gemeente Hoogwoud, die toen opging in de gemeente Opmeer. Het is gelegen rond de kruising van de Langereis met de Westerboekelweg.

#### Harderwijk
Harderwijk valt formeel onder De Weere, en beide waren tot 1979 gelegen in de gemeente Hoogwoud, die toen opging in de gemeente Opmeer. Het is gelegen tussen de dorpen Lambertschaag en De Weere. De plaatsnaam zou mogelijk afgeleid zijn van de naam van een familie of persoon Harde die hier ooit woonde. Vrij vertaald betekent het dan de plaats van Harde. Anderen denken dat het dezelfde grondslag heeft als het grotere 'broertje' Harderwijk in de provincie Gelderland en vele plaatsen in Engeland met de naam Hardwick of Hardwicke, namelijk die van plaats van de schapenherders en schapenboerderij.

#### Lagehoek
De buurtschap valt formeel ook onder het dorp Opmeer. Het is gelegen in de polder De Lage Hoek, waaraan het dus ook de plaatsnaam heeft ontleend. De buurtschap en polder zijn gelegen ten westen van het dorp Opmeer. Een deel van de polder is een natuurreservaat dat eigendom is van Landschap Noord-Holland. De rest van de polder waarin heeft naast een natuur- ook een agrarische functie.

#### Langereis
De oostkant van Langereis was tot 1979 gelegen in de gemeente Hoogwoud, die toen opging in de gemeente Opmeer. Het is gelegen tussen Veenhuizen, Aartswoud en Winkel. De westkant van de buurschap valt onder de gemeente Hollands Kroon. De plaatsnaam is afgeleid van het water waar het aan ligt. De naam komt van oorsprong af van de rivier de Reise of Reis die er liep van het Berkmeer tot in de Zuiderzee totdat deze werd rechtgetrokken als een afwateringskanaal. Die riviernaam was afgeleid van het Germaanse benaming voor stromen en zich bewegen, rîsan. Het kanaal was vrij lang voor afwateringskanaal dus noemde men het De Lange Reise, die benaming komt uit 1598 en gold toen ook al voor de ontstaande kern van bewoning langs het kanaal. In 1745 wordt het geschreven als De Lange Reys, het heeft vanaf dan niet meer de betekenis van de oude rivier maar verwijst het naar het feit dat het nogal tijd kostte als men langs het hele kanaal reisde.

#### Paradijs
Paradijs is gelegen tussen De Weere en Gouwe. Paradijs valt onder het dorp De Weere. Paradijs is een niet al te grote buurtschap, het bestaat slechts uit een aantal huizen en een groot boerenbedrijf met een stolpboerderij.

#### De Kolk
De Kolk is gelegen tussen Aartswoud en Lambertschaag aan de N239 / Westfriesedijk (Deel van de Westfriese Omringdijk). De kolk bestaat uit een aantal woonhuizen, een Boerderij en de poldermolen Westuit Nr. 7

## Geschiedenis
Het gebied was in de Nieuwe Steentijd reeds bewoond getuige de archeologische vondsten zoals het skelet van Cees de steentijdman.

#### Stadsrechten
De plaatsen Opmeer en Spanbroek kregen in 1414 als één plaats stadsrechten ('Opmeer en Spanbroek'). Dit was onderdeel van een bestuurlijke hervorming waarbij vrijwel het gehele West-Friese platteland in een of andere vorm stadsrechten kreeg.
In Opmeer was het rechthuis van de stede gevestigd, daterend uit 1598. Dit gebouw, in de 20ste eeuw ook bekend als 'Het Koopmanshuis', stond aan De Waterkant op de locatie waar tot 1 december 2020 een filiaal van de Rabobank was gevestigd.
Het raadhuis, dat ook dateert uit 1598, staat nog steeds in Spanbroek op de splitsing Hertog Willemweg - Spanbroekerweg. De stede was ook verantwoordelijk voor een aantal kleinere omliggende plaatsen zoals Noord-Spierdijk, Spierdijk, Zandwerven en Zuidermeer. Ook Obdam en Hensbroek maakten korte tijd deel uit van de stede Opmeer en Spanbroek. Al in 1434 echter vormden Hensbroek en Obdam samen een eigen heerlijkheid, inclusief enkele stedelijke rechten. Deze rechten werden serieus uitgebreid in 1456 tot een bijna vol stadsrecht. Bij het ontstaan van de gemeenten in de 19e eeuw werd de stede opgeheven en werden Opmeer en Spanbroek afzonderlijke gemeenten. Deze 'scheiding' duurde tot 1959, toen de gemeenten Opmeer en Spanbroek fuseerden tot de gemeente Opmeer.
De kernen Hoogwoud en Aartswoud, die tegenwoordig deel uitmaken van de gemeente Opmeer, maakten geen deel uit van de stede Opmeer en Spanbroek. Hoogwoud verkreeg zelf stadsrechten in 1414.

### Slag bij Hoogwoud
In 1256 vond, waarschijnlijk nabij het Berkmeer de slag van Hoogwoud plaats. Willem II van Holland sneuvelde in deze slag tegen de West-Friezen. In het gemeentewapen van de gemeente Opmeer is dit feit symbolisch weergegeven. Willem II werd na te zijn omgekomen 'begraven' achter de haardplaat van een boerderij in Hoogwoud, er wordt beweerd dat dit de huidige museum boerderij is maar aangezien deze uit 1857 stamt is dit onwaarschijnlijk net als de Willemshoeve welke uit 1700 stamt. Zijn zoon, Floris V had diverse pogingen ondernomen om zijn vader terug te vinden en in eigen gebied te begraven. Dat feit lukte met een slag in 1282, waarbij Hoogwoud werd geplunderd en de bevolking voor een groot deel uitgemoord door de Hollanders.

### Het Huis van Hoogwoud
Uit een pentekening uit begin 18e eeuw, blijkt dat ten noorden van Hoogwoud, tussen de Koningspade en de Herenweg een kasteel heeft gestaan, het Huis van Hoogwoud. Huis was in die tijd een gangbare benaming voor kasteel. Waarschijnlijk werd dit kasteel begin 15e eeuw voor het eerst bewoond door Eduard van Holland, ridder en zoon van graaf Willem VI van Holland en halfbroer van Jacoba van Beieren. Later nam het adellijke huis Egmont zijn intrede. Dit verklaart ook de gracht om het kasteel. Het aanleggen van een gracht om een ‘huis’ was in die tijd alleen voorbehouden aan adellijke families. Waarschijnlijk is het kasteel, kort na de verkoop in 1607 door Lamoraal van Egmont, gesloopt. Naast de 18e-eeuwse pentekening is er niet veel meer informatie over het kasteel beschikbaar. De vraag rijst dan ook of er daadwerkelijk een kasteel heeft gestaan, of dat het een Herenhuis was. Gezien de gelijkenis van de tekening met de kastelen van Schagen en Purmerend en het feit dat de familie Egmont tot de hogere adel in Holland werden gerekend, kan worden aangenomen dat het daadwerkelijk om een kasteel ging.

### Zeehaven Aartswoud
In de middeleeuwen en tot aan de drooglegging van het Ouderlandentocht en het latere Wieringermeer lag Aartswoud nog aan de Zuiderzee. Het ligt nu nog altijd aan de Westfriese Omringdijk. De kern had dan ook een haven waar vanuit walvisvaarders richting de Poolzee vertrokken om daar op de walvissen te jagen. Opschriften op huizen en boerderijen in Aartswoud herinneren nog aan deze tijd. Verhalen gaan dat de (stompe) toren in het dorp als vuurtoren fungeerde. Dit ondanks het feit dat de zee bij Aartswoud als zeer gevaarlijk te boek stond. Het ontsteken van de vuurtoren was dus om schepen, expres, in moeilijkheden te brengen. Bij een schipbreuk kon de (arme) bevolking van het dorp profiteren van de goederen die aanspoelden aan de kust. Hoewel het een voor die tijd gebruikelijke techniek was, is het niet bekend hoe vaak deze door de Aartswouders is toegepast.

### Heerlijkheden binnen de gemeente
In de middeleeuwen, toen van de huidige gemeente Opmeer nog geen sprake was, was het gebied dat nu de gemeente Opmeer vormt, opgedeeld in drie heerlijkheden. Een heerlijkheid was een bestuursvorm voortkomend uit een feodale onderverdeling van het overheidsgezag. Veel heerlijkheden waren in handen van de adel zo ook in Opmeer. De drie heerlijkheden binnen Opmeer waren allen hoge heerlijkheden, dit hield in dat de landsheer het recht had om misdadigers ter dood te laten veroordelen en te executeren.

##### Heerlijkheid Opmeer
- Hoge (of vrije) Heerlijkheid Opmeer
  - Groot: 439 morgen en 514,5 roede
  - Aantal huizen: 72
  - Waarde heerlijkheid: 12.000 gulden (in 1762)

##### Heerlijkheid Spanbroek
- Hoge (of vrije) Heerlijkheid Spanbroek
  - Groot: 1.061 morgen en 215,5 roede
  - Aantal huizen: 140
  - Waarde heerlijkheid: 13.200 gulden (in 1766)

##### Heerlijkheid Hoogwoud
- Hoge (of vrije) Heerlijkheid Hoogwoude en Aertswoude
  - Groot: 2.037 morgen en 561 roede
  - Aantal huizen: 277
  - Waarde heerlijkheid: onbekend

## Gemeentewapen en Vlag
Op 1 april 1980 verleende Hare Majesteit koningin Juliana de gemeente Opmeer het recht van het voeren van een gemeentewapen, waarvan de officiële omschrijving luidt:
"Gevierendeeld: I in zilver een leeuw van keel; Il in azuur een korenschoof van goud; III in azuur een uitgerukte lindeboom van zilver; IV in goud een leeuw met afgehouwen kop van keel, met neerhangende tong, getongd en genageld van azuur. Het schild gedekt met een gouden kroon van drie bladeren en twee parels en gehouden rechts door een adelaar van zilver, gebekt, getongd en gepoot van keel, en links door een leeuw van goud, getongd en genageld van keel."

Wapen gemeente Opmeer
Vlag gemeente Opmeer

In het nieuwe wapenschild bevinden zich de elementen van de oude wapens van de voormalige gemeenten Hoogwoud, Aartswoud, Spanbroek en Opmeer. De vlag van Opmeer bestaat uit een rode leeuw in een geel vlak. Boven en onder het gele vlak twee blauwe banen, links een rode baan.

## Geografie

### Ligging
De onderstaande figuur toont nabijgelegen plaatsen in een straal van 20 km hemelsbreed rond Opmeer.
| Aangrenzende gemeenten | Aangrenzende gemeenten | Aangrenzende gemeenten | Aangrenzende gemeenten | Aangrenzende gemeenten |
| ---------------------- | ---------------------- | ---------------------- | ---------------------- | ---------------------- |
| Hollands Kroon         |                        |                        |                        |                        |
|                        |                        |                        |                        |                        |
|                        | Medemblik              |                        |                        |                        |
|                        |                        |                        |                        |                        |
| Dijk en Waard          |                        | Koggenland             |                        |                        |

### Uitbreidingen
Het dorp was tot het begin van 20e eeuw een typisch agrarische kern. De grote groei begon vanaf ongeveer 1960. Nieuwe woonwijken werden aangelegd. Wijken die ontstonden:
- Bomenwijk
- Bloemenwijk
- Planetenwijk
- Wijde Klaver
- De Glazen Wagen
- Wijde Klaver Oost
- Hoogwoud Oost
- Nieuwbouwproject De Weere
- 's Heerenweide (reeds in gefaseerde uitvoering)

Aan het eind van de 20e eeuw zijn Opmeer en Spanbroek samengesmolten tot één kern. Binnen de dorpen is veel van de karakteristieke bebouwing verdwenen, maar aan de buitenranden / toegangswegen treft men nog het oude, open karakter.

## Politiek

### College van B&W
Opmeer wordt als Nederlandse gemeente bestuurd door de burgemeester en wethouders. In de geschiedenis zijn er afwisselend steeds 2 of 3 wethouders. Gezien de grootte van de gemeente werden deze allen in deeltijdfunctie aangesteld. Per 25 mei 2022 is er voor het eerst één fulltime wethouder aangesteld (wethouder Buis) en twee deeltijdwethouders.
Het college van burgemeester en wethouders is sinds 27 mei 2025:
- Waarnemend burgemeester: dhr. Herman Wiersema (PvdA) (sinds 27 mei 2025)[2];
- Wethouder: dhr. R.W. Tesselaar (CDA);
- Wethouder: dhr. V.B. Buis (VVD);
- Wethouder: dhr. H.P.J.M. ter Veen (PvdA).

### Gemeenteraad

#### Gemeenteraadsverkiezingen vanaf 1982
| Partij                                                | 1982 | 1986 | 1990 | 1994 | 1998 | 2002 | 2006 | 2010 | 2014 | 2018 | 2022 |
| ----------------------------------------------------- | ---- | ---- | ---- | ---- | ---- | ---- | ---- | ---- | ---- | ---- | ---- |
| CDA                                                   | 7    | 7    | 7    | 5    | 5    | 3    | 5    | 4    | 3    | 5    | 4    |
| Gemeentebelangen Opmeer                               | 2    | 2    | 3    | 3    | 3    | 2    | 4    | 4    | 5    | 4    | 3    |
| VVD                                                   | 3    | 3    | 2    | 3    | 3    | 6    | 1    | 3    | 3    | 2    | 2    |
| PvdA/GroenLinks (Opmeer Progressief) (tot 2022: PvdA) | 2    | 3    | 3    | 4    | 3    | 1    | 3    | 2    | 2    | 1    | 2    |
| Door Samenwerking Vooruit                             | -    | -    | -    | -    | -    | -    | -    | 2    | 2    | 3    | 2    |
| Lokale Partij Opmeer                                  | -    | -    | -    | -    | -    | -    | -    | -    | -    | -    | 2    |
| Door Samenwerking Vooruit-D66                         | -    | -    | -    | -    | -    | -    | 2    | -    | -    | -    | -    |
| D66                                                   | 1    | -    | -    | -    | -    | 2    | -    | -    | -    | -    | -    |
| Liberale Partij Opmeer                                | -    | -    | -    | -    | -    | 1    | -    | -    | -    | -    | -    |
| VPP-D66                                               | -    | -    | -    | -    | 1    | -    | -    | -    | -    | -    | -    |
| Totaal                                                | 15   | 15   | 15   | 15   | 15   | 15   | 15   | 15   | 15   | 15   | 15   |

## Verkeer en vervoer

### Auto
De gemeente ligt aan de N241, tussen Opmeer en Hoogwoud. In het noorden ligt Aartswoud aan de N239. Via de N241 wordt Opmeer aangesloten op de A7. De hoofdwegen binnen de gemeente zelf zijn:
- Breestraat
- Pade
- Herenweg
- Spanbroekerweg
- Koninginneweg / Lindengracht

### Openbaar vervoer
De volgende buslijnen rijden door de plaats Opmeer:
| Lijn | Soort     | Route                                                                                   | Concessie           | Vervoerder |
| ---- | --------- | --------------------------------------------------------------------------------------- | ------------------- | ---------- |
| 133  | Streekbus | Hoorn - Zwaag - Wognum - Opmeer - Hoogwoud                                              | Noord-Holland Noord | Connexxion |
| 417  | Buurtbus  | Schagen - Barsingerhorn - Kolhorn - Winkel - Nieuwe Niedorp - Hoogwoud - Opmeer - Obdam | Noord-Holland Noord | Connexxion |
| 617  | Schoolbus | Obdam - Opmeer - Hoogwoud                                                               | Noord-Holland Noord | Connexxion |

### Fietstunnel
Gelijktijdig met de gemeenteraadsverkiezingen van 2006 werd een raadgevend referendum georganiseerd over de aanleg van een fiets- en voetgangerstunnel onder de N241, op deze manier zou de verkeersveiligheid in dit gebied toenemen. Vanwege de locatiekeuze van de gemeente is dit plan tijdens het referendum verworpen door de kiezer.

### Tramlijn
Begin 20e eeuw was het dorp aangesloten op de tramlijn Wognum - Schagen. Er waren haltes in Opmeer (Halte Opmeer-Spanbroek) en Hoogwoud. De lijn, geëxploiteerd door De Hollandsche IJzeren Spoorweg-Maatschappij (HIJSM of HSM) werd geopend in 1898 en in 1930 weer gesloten. Het station aan de Breestraat in Opmeer is nog aanwezig, op dit moment is er een meubelzaak in gevestigd. Ook het stationsgebouw in Hoogwoud bestaat nog steeds. Bij de Langereis zijn ook nog de landhoofden te zien van de voormalige spoorbrug over de ringvaart.

## Industrie
Binnen de gemeente bevinden zich een aantal industriegebieden:
- De Veken
- Industrieterrein Hoogwoud
- Industrieterrein De Wijzend

Laatstgenoemde is geheel in een woonwijk gelegen en kan daardoor niet of nauwelijks uitbreiden. Bovendien zal de industrie hier in de langetermijnvisie van de gemeente moeten verdwijnen en plaats maken voor woningbouw. Het ten oosten van Opmeer gelegen industriegebied de Veken is verreweg het grootse industriegebied van Opmeer. Dit is een industrieterrein met regionaal aanzien. Recentelijk is begonnen met verdere uitbreiding van dit gebied (Planfase 3).

## Scholing en educatie
Binnen de gemeente Opmeer bevinden zich enkele basisscholen, sommige zijn openbaar en sommige hebben een rooms-katholieke achtergrond.
- OBS De Adelaar, Hoogwoud
- OBS De Akker, Opmeer
- OBS De Dubbele Punt, Aartswoud
- RKBS Bonifatius, Spanbroek
- RKBS Het Ruimteschip, Opmeer
- RKBS Petrus Canisius, De Weere
- RKBS St. Wulfram, Hoogwoud

Tot 2004 bevond zich in Opmeer een locatie van de praktijkschool West-Friesland; De Schakel. Deze is inmiddels verhuisd naar Stede Broec. Voortgezet onderwijs is al voor langere tijd uit de gemeente verdwenen. In 1996 sloot de mavo Edmar Vergouwen haar deuren. Vanwege de groei van de gemeente komen er zo nu en dan stemmen vanuit de lokale politiek om de mogelijkheid te onderzoeken of voortgezet onderwijs binnen de gemeente mogelijk is. Van concrete plannen hierin is echter geen sprake.
In Spanbroek heeft ook een huishoudschool gestaan, de Lidwina huishoudschool. Later werd in dit pand het Scheringa Museum voor Realisme gevestigd. Na het faillissement van dit museum is het pand verkocht aan een commercieel bedrijf.
De gemeentelijke bibliotheek staat aan de Breestraat in Opmeer. De bibliotheek in Hoogwoud is al enige jaren gesloten, maar fungeert nu vooral als dependance van de bibliotheek van Opmeer.

## Cultuur

### Musea

#### Scheringa Museum voor Realisme
In Spanbroek was het Scheringa Museum voor Realisme (voorheen Frisia Museum voor het Magisch Realisme geheten) gevestigd. Dit bood onderdak aan een particuliere collectie magisch realistische schilderijen van onder andere Carel Willink, Wim Schuhmacher, Pyke Koch, Raoul Hynckes en Dick Ket. Voorts waren er schilderijen te zien van kunstenaars die het realisme in Nederland tijdens het interbellum vertegenwoordigen, zoals Jan Mankes, Charley Toorop, Edgar Fernhout en Jan van Tongeren. Tevens bevat het museum internationale realistische werken uit het interbellum, zoals van Giorgio de Chirico, Tamara de Lempicka, René Magritte, Paul Delvaux, en Salvador Dalí. Het naoorlogse realisme was vertegenwoordigd door werk van onder meer Lucian Freud en Marlene Dumas. De collectie was bijeengebracht door Dirk Scheringa. Anno 2010 is het museum wegens het faillissement van DSB Beheer B.V., de feitelijke eigenaar van het museum en de collectie kunstwerken gesloten en de nieuwbouw aan de Breedstraat in Opmeer stilgelegd. In 2021 werd het voor het museum bestemde gebouw gekocht door een vastgoedontwikkelaar, die er een woon-zorgbestemming aan zal geven.

#### Museumboerderij West-Frisia
Dit museum aan de Koningspade in Hoogwoud is gehuisvest in de in 1857 gebouwde boerderij West Frisia. Het museum (de boerderij en een collectie van typische gebruiksvoorwerpen uit verschillende tijden) is tot stand gekomen dankzij voormalig eigenaar en beheerder Adriaan Donker. De boerderij West-Frisia is een typische veeboerderij zoals die vroeger te vinden waren in Noord-Holland boven het IJ. Ter nagedachtenis van de moord op graaf Willem II heeft Adriaan Donker toentertijd een kapel opgericht die naast de boerderij staat. De graaf is echter nooit in de boerderij begraven geweest zoals her en der wordt beweerd aangezien hij in 1256 werd vermoord en in 1282 door zijn zoon werd gevonden, 600 jaar voor de boerderij werd gebouwd.

### Theaterkerk Wadway
Wadway is landelijk bekend door Theaterkerk Wadway. Het betreft een aan de eredienst onttrokken kerkgebouw waarin een theater is gevestigd. Het originele kerkgebouw dateert uit 1547 en stond bekend als de Magdalena Kerk of Hervormde Kerk van Wadway. Rond de jaren vijftig van de 20e eeuw raakte de kerk in verval. In 1966 verwierf Stichting Wadway de kerk; het gebouw werd gerestaureerd en sinds 1966 wordt het geëxploiteerd als theater. De kerk is een geliefde cultuurtempel bij publiek en artiesten.

### Monumenten
Binnen de kernen van de gemeente Opmeer ligt een aantal rijksmonumenten en oorlogsmonumenten. Daarnaast beschikt de gemeente over een groot aantal woningen en stolpen die bestempeld zijn met het predicaat karakteristiek en daardoor vallen onder beschermd dorpsgezicht.
- Lijst van rijksmonumenten in Opmeer
- Lijst van oorlogsmonumenten in Opmeer

### Kunst in de openbare ruimte
In de gemeente Opmeer zijn diverse beelden, sculpturen en objecten geplaatst in de openbare ruimte, zie:
- Lijst van beelden in Opmeer

### Recreatie
Binnen de gemeente bevinden zich een aantal kleine boeren campings. Verder is er een groter recreatiepark gevestigd, genaamd; recreatie- / bungalowpark West-Friesland.

## Verenigingsleven
De gemeente Opmeer kent een rijk verenigingsleven; er zijn tal van sportverenigingen. Ook worden er, gedurende het hele jaar, tal van activiteiten georganiseerd

### Sport
De gemeente Opmeer beschikt over een grote variëteit aan sportverenigingen, de meeste geconcentreerd op het recreatieterrein de Weijver. Het evenemententerrein dat Hoogwoud van Opmeer scheidt. Sportverenigingen in de gemeente Opmeer: (verder aan te vullen)
- VVS '46 (voetbal)
- AGSV (voetbal)
- HOSV (voetbal)
- De Grasshoppers (voetbal)
- DWB (voetbal)
- WFHC Spire (hockey)
- Hikiwake (judo)
- Meteoor (handbal)
- HoogOp (tennis)
- Ânchàhèe (Yoga)

Elk jaar wordt aan het begin van het nieuwe voetbalseizoen het Gemeente Opmeer Voetbal Toernooi gespeeld, wisselend op een van de terreinen van de vijf voetbalclubs

### Evenementen
Een jaarlijks terugkerend evenement is de jaarmarkt van Opmeer. Deze wordt gehouden in het centrum van Opmeer en Spanbroek; op de eerste zaterdag in september. Rondom de markt, die ieder jaar een ander thema heeft, worden tal van festiviteiten georganiseerd.
Tevens wordt ieder jaar een Kerstcross gehouden op 26 december, tweede kerstdag. Deze hardloopwedstrijd wordt soms ook de hel van het Noorden genoemd, dit vanwege de moeilijkheidsgraad van het parkoers en de soms koude temperaturen.
Verder is Opmeer vooral bekend van haar Landbouwtentoonstelling en het Zomerpopfestival welke beide jaarlijks gehouden worden op het recreatieterrein de Weijver.

## Bekende inwoners van Opmeer

### Geboren in Opmeer
- Hendrik Bosch (1776 in Spanbroek – 1864), officier en koloniaal bestuurder van de Goudkust
- Johan Carel Marinus Warnsinck (1882 in Hoogwoud - 1943), marine-officier en maritiem historicus
- Albert Langereis (1888 in Hoogwoud – 1966), schutter, deed mee aan de Olympische Spelen van 1924
- Robert Slippens (geboren 1975 in Opmeer), wielrenner, deed mee aan drie Olympische Spelen
- Jan Agema (1919 in Opmeer - 2011), civiel ingenieur, hoogleraar aan de TU Delft, betrokken bij de Deltawerken

## Stedenbanden
Opmeer werkt internationaal samen met het Zweedse Svedala. Hier is officieel echter geen sprake van een stedenband. De stedenband met het Poolse Goleniów werd in 2011 beëindigd.